# Ådalens naturreservat
Ådalens naturreservat är ett naturreservat i Karlskrona kommun i Blekinge län.
Reservatet är skyddat sedan 2024 och omfattar 14 hektar. Det är beläget strax norr om Jämjö omkring Hammarbyån och utgörs till största delen av en ravin kring ån med betesmarker, våtmark, sumpskog och ädellövskog.